# Nikolai Denkov
Nikolai Denkov Denkov (alfabeto cirílico: Никола́й Де́нков Де́нков; Stara Zagora, 3 de septiembre de 1962) es un químico físico, académico, profesor universitario, y político búlgaro que se desempeñó como Primer Ministro de Bulgaria desde junio de 2023 hasta abril de 2024. Previamente se desempeñó como ministro de Educación de la República de Bulgaria de 2021 a 2022, también ocupó ese cargo brevemente en 2017. 
Es miembro de la Academia de Ciencias de Bulgaria y profesor de la Universidad de Sofía.

## Primeros años
Nikolai Denkov nació el 3 de septiembre de 1962 en la ciudad tracia de Stara Zagora. Después de la escuela primaria, se mudó a la capital búlgara, Sofía, donde se graduó en el Instituto Nacional de Ciencias y Matemáticas en 1980. A esto le siguió una maestría en química y farmacia en la Universidad de Sofía, que completó en 1987. En 1993 defendió su disertación y obtuvo su doctorado. 
Denkov ha sido profesor adjunto desde 1997 y profesor de química física en la Universidad de Sofía desde 2008. Entre 2008 y 2015 fue director de la facultad de química técnica y director del curso de maestría Sistemas dispersos en tecnologías químicas en la Facultad de química y farmacia de la Universidad de Sofía. Es doctor en química desde 2007. Se especializó en Japón y en la Universidad de Uppsala en Suecia y trabajó como científico sénior en los institutos de investigación de empresas privadas como Unilever (Estados Unidos) y Rhône-Poulenc (Francia).

## Carrera política
Entre 2012 y 2013, Denkov fue miembro de varios grupos de trabajo en el Ministerio de Educación y Ciencia y en el Consejo de Ministros. Participó activamente en el desarrollo del concepto del Programa Operativo Ciencia y Educación para el Crecimiento Inteligente y en las discusiones para el Acuerdo de Asociación para 2013-2020 entre la República de Bulgaria y la Comisión Europea.
De agosto de 2014 a abril de 2016, Denkov fue Viceministro de Educación y Ciencia en el gobierno de Borisov II, responsable de la educación superior y los Fondos Estructurales Europeos, incluida la implementación del Programa Operativo Ciencia y Educación para el Crecimiento Inteligente. Desde el 27 de enero de 2017 hasta el 4 de mayo de 2017, fue Ministro Interino de Educación y Ciencia en el gobierno interino de Gerdzhikov.
En 2019, Denkov recibió el Premio Solvay de la European Colloid and Interface Society (ECIS) por sus logros de investigación y fue elegido miembro de pleno derecho de la Academia Europaea. En 2010, el Ministerio de Educación y Ciencia de Bulgaria le otorgó el premio nacional más alto "Pitagoras" por sus logros científicos. En 2013 recibió la Medalla de Honor con Cinta Azul de la Universidad de Sofía.
Entre el 12 de mayo de 2021 y el 13 de diciembre de 2021 volvió a ser ministro interino de educación y ciencia en los gobiernos interinos de Yanev I y Yanev II durante la pandemia de COVID-19. Cuando después de las elecciones generales de noviembre de 2021, Continuamos el Cambio (PP) tuvo la facción más grande en el Congreso y pudo formar una coalición capaz de gobernar, Denkov se convirtió en el ministro de Educación en el Gabinete de Kiril Petkov seleccionado.

### Candidato a primer ministro
En enero de 2023, fue el candidato a primer ministro de Bulgaria por Continuamos el Cambio (PP). Sin embargo, no logró formar gobierno y devolvió el mandato al presidente Rumen Radev. Tras varios intentos fallidos de formar gobierno, en mayo del mismo año, el partido conservador Ciudadanos por el Desarrollo Europeo de Bulgaria (GERB) y la coalición Continuamos el Cambio (PP) y Bulgaria Democrática (DB) anunciaron un gobierno transitorio de rotación para poner fin al estancamiento político y promover reformas al sector justicia. Durante los primeros 9 meses, el gobierno estaría liderado por Denkov del PP, y durante los siguientes 9 meses, estaría liderado por Mariya Gabriel de GERB.

## Primer ministro de Bulgaria
Luego de varias dificultades durante el período de las negociaciones, finalmente el gabinete Denkov–Gabriel fue votado en la Asamblea Nacional el 6 de junio de 2023. El nuevo gabinete obtuvo 132 votos a favor y 69 en contra. Ese mismo día, Denkov y su gabinete asumieron el cargo. Según el acuerdo de gobierno, se espera que Denkov deje el cargo nueve meses después, tentativamente en marzo de 2024 y sea sucedido por la vice primera ministra y ministra de Relaciones Exteriores Mariya Gabriel.